# Munafiqun
Nel Corano, il termine munāfiqūn ([in arabo ﻣﻨﺎﻓﻘﻮﻥ‎?] 'ipocriti') indica gli avversari di Maometto a Medina; questi, pur dichiarandosi musulmani, in realtà agivano contrariamente ai precetti dell'Islam. Di fatto, accolsero il Profeta e il suo messaggio soltanto al fine di salvaguardare la propria posizione nella comunità creatasi con l'arrivo degli Emigrati; ma vedendo che le loro attese personalistiche – col passare del tempo – rimanevano insoddisfatte, presero a osteggiare il Profeta. 
Il leader dei dissidenti era Abd Allah ibn Ubayy, il quale ambiva forse di diventare il capo di Medina, ma che con l'arrivo del Profeta nella città nel 622 e con il suo successo politico e religioso, vide svanire le sue speranze, diventando di conseguenza ostile all'Islam.
Essendo assai difficile contestare apertamente il messaggio, Abd Allah b. Ubayy e i suoi partigiani agirono di nascosto, professando esteriormente l'Islam, ma cercando segretamente di distruggere il sistema religioso nascente. 
Gli Ipocriti furono tenuti sotto segreto controllo da Hudhayfa ibn al-Yaman, intimo amico e collaboratore del Profeta, che ebbe da lui l'incarico di controllare i loro movimenti e di seguire le loro attività, in quanto a causa della loro intima conoscenza dei piani dei musulmani, essi rappresentavano una minaccia per la Ummah anche maggiore di quella costituita dai suoi nemici esterni. 
Per questa sua attività, Hudhayfa fu soprannominato “Il conservatore del segreto del Messaggero di Allah”, rimanendo fedele al suo impegno di segretezza per la sua abilità di conservare il segreto, fuorché a Maometto, cui rivelò il nome di tutti gli Ipocriti.
Il Corano considera i Munafiqun non sinceri (II:8-16); spie (V:41); non amici (IV:144); diffusori di false notizie (IV:83); rifiutatori del jihād (III:166-7, IV:77-80), inclini a danneggiare i musulmani (IV:113), ricercatori di amicizia coi nemici dell'Islam (V:52); spergiuri (IX:62, 74) e beffardi (IX:65).
Secondo Abu l-A'la Maududi, uno fra i più importanti pensatori musulmani del XX secolo, la Sūra LXIII fu rivelata a Maometto in risposta agli intrighi del capo dei Munafiqun, che si servivano di diverse armi per distruggere l'Islam. Nella battaglia di Uhud e del Fossato, ad esempio, essi disertarono e, ciò malgrado l'Islam uscì vittorioso dal confronto con la miscredenza. Non rinunciarono però alla loro azione di boicottaggio occulto e cercarono di seminare discordia tra i musulmani. Gli Ipocriti cominciarono a provocare gli Ansar incitandoli a rompere il patto con gli Emigrati, e così un giorno gli Ansar e i Muhajirun, istigati dagli Ipocriti, furono quasi sul punto di originare uno scontro armato, evitata solo grazie all'intervento personale del Messaggero di Allah. 
Gli Ansar accusarono gli Ipocriti che, sentendosi smascherati e sul punto di essere definitivamente sconfitti nella loro azione disgregatrice, progettarono di macchiare la reputazione di Aisha. Abd Allah ibn Ubayy e i suoi partigiani calunniarono la moglie di Maometto ma la rivelazione di cui a Cor. XXIV:11-12, la scagionò: 
Abd Allah ibn Ubayy morì nel 631 e con lui la fazione del Munafiqun si sciolse. Nonostante i dissapori tra i due uomini, Maometto non mostrò la volontà di vendicarsi del suo antagonista dopo morto, partecipando invece al suo funerale e pregando sopra la sua tomba.